# تاندر ایرلاینز
تاندر ایرلاینز (به انگلیسی: Thunder Airlines) یک شرکت هواپیمایی است که در تاریخ ۱۹۹۴ میلادی تأسیس شده است. دفتر مرکزی تاندر ایرلاینز در ثاندر بی، انتاریو، کانادا واقع شده‌است و به ۶ مقصد، پرواز مستقیم انجام می‌دهد.